# Pontoglio
Pontoglio (Pontòi in dialetto bresciano) è un comune italiano di 6 976 abitanti della provincia di Brescia in Lombardia. Il patrono è Santa Maria Assunta (15 agosto), che si festeggia il 17 gennaio in occasione della festa di Sant'Antonio Abate.
Tipico è il Casoncello di Pontoglio De.Co.  prodotto all'interno del territorio comunale. Dal 2019 il Casoncello di Pontoglio ha ricevuto il riconoscimento De.C.O.

## Geografia fisica
Pontoglio è il comune più occidentale della provincia bresciana e si estende prevalentemente sulla riva sinistra dell'Oglio.
Il territorio comunale è attraversato da diverse rogge e seriole che irrigano la campagna del paese e della Bassa bresciana occidentale. Tra questi: la seriola Vecchia, la Castrina, la Trenzana-Travagliata e la Baiona.

## Storia
Nel periodo medioevale il fiume Oglio assunse sempre più importanza, e per il suo controllo scaturirono numerosi scontri armati tra bresciani e bergamaschi. Nella piana tra Pontoglio e Palosco si sarebbe svolta nel 1156 la battaglia di Palosco (detta anche delle Grumore), terminata con la sconfitta dell'esercito bergamasco e la distruzione del Castello di Palosco. Nel corso di questa battaglia, che vide più di duemila caduti orobici, il gonfalone di S. Alessandro fu strappato alle truppe sconfitte e portato come trofeo a Brescia nella Chiesa dei Santi Faustino e Giovita, dove tuttora si trova.
Tra il 6 e il 7 luglio 1191 si svolse invece la battaglia della Malamorte, sul campo di battaglia situato nella località Cicalino, in cui intervenne persino l'Imperatore Arrigo VI. Lo scontro tra bresciani e bergamaschi vide anche questa volta la disfatta bergamasca per mano di Obizio da Niardo (Sant'Obizio); intervenuto con un manipolo di cavalieri spinse le truppe bergamasche in ritirata su un ponte di legno, che cedendo fece centinaia di vittime.
Federico II nel 1238 occupò Pontoglio durante la campagna contro la lega composta da Milano, Piacenza, Bologna e Brescia. Nel 1258 il borgo subì invece un saccheggio per mano dei Ghibellini che incendiarono e depredarono Pontoglio.
D'interesse ingegneristico oltre che storico, il paese di Pontoglio tra il XIII e il XIV secolo ha visto un'ampia opera di bonifica per la realizzazione di un sistema idrico di rogge che negli anni ha portato alla realizzazione di sei seriole (Vetra, Castrina, Galbena, Baiona, Rudiana e Castellana).
Legato alle dispute tra Milano e Venezia solo nel 1454, con la Pace di Lodi, il paese entrò ufficialmente a far parte del dominio Veneto dove rimase sino al 1509 quando, grazie alla cessione di alcuni territori al generale Jacques de La Palice, il paese fu occupato dai francesi assieme a Chiari e Castrezzato. Nel 1512 in seguito alla sconfitta subita a Ravenna, il generale francese in ritirata passò da Pontoglio.
Tra il 1575 e il 1576, Pontoglio fu devastato dalla peste e dalla siccità, poi dalla morte nera nel 1630. Nella vecchia parrocchiale sono oggi visibili, attraverso alcuni oblò nel pavimento della cripta, gli scheletri dei morti.
Il Settecento fu un secolo in cui a fasi alterne truppe spagnole e francesi saccheggiarono diverse volte il borgo pontogliese; con la caduta della Serenissima si ebbe il passaggio alla Repubblica Bresciana prima e Cisalpina poi.
Durante il secondo conflitto mondiale dodici partigiani di Pontoglio perirono nella strage di Coccaglio affrontando una colonna guidata da Roberto Farinacci in ritirata da Cremona.

### Simboli
Stemma
Lo stemma del Comune di Pontoglio è stato riconosciuto con il decreto del Capo del governo del 3 giugno 1929 che autorizzava l'uso di stemmi storici.
(D.C.G. 03.06.1929)
Deriva dallo stemma della famiglia Pontoglio, signori del borgo e del castello dal XII secolo, che portavano l'arma d'azzurro, al ponte di tre arcate d'argento, posto sull'acqua corrente e sormontato da un leone rampante dello stesso. L'uso dello stemma da parte del Comune è documentato dall'epoca napoleonica.
Gonfalone
Il gonfalone è stato concesso con decreto del presidente della Repubblica del 30 ottobre 1954.

## Monumenti e luoghi d'interesse
- Antica chiesa parrocchiale di Santa Maria, sec. VIII-IX
- Nuova chiesa parrocchiale di Santa Maria Assunta, 1748
- Chiesa di Sant'Antonio al Ponte, sec. XIV
- Ponte sul fiume Oglio, 1622.

## Società

### Evoluzione demografica
Abitanti censiti

## Amministrazione
| Periodo          | Periodo        | Primo cittadino              | Partito                   | Carica  | Note |
| ---------------- | -------------- | ---------------------------- | ------------------------- | ------- | ---- |
| 18 novembre 1996 | 14 maggio 2001 | Carlo Ghitti                 | lista civica              | Sindaco |      |
| 14 maggio 2001   | 30 maggio 2006 | Roberto Fausto Viola         | lista civica              | Sindaco |      |
| 30 maggio 2006   | 16 maggio 2011 | Carlo Portaluri              | Casa delle Libertà        | Sindaco |      |
| 16 maggio 2011   | 4 ottobre 2021 | Alessandro Giuseppe Seghezzi | PdL-UDC poi FI-LN-FdI-UDC | Sindaco |      |
| 4 ottobre 2021   | in carica      | Alessandro Pozzi             | Lega-FI-FdI-UDC           | Sindaco |      |

## Sport

### Calcio
La principale squadra di calcio della città è la Pontogliese 1916 A.S.D. che milita nel girone E bresciano di 2ª Categoria. È nata nel 1916.